# Ngạc Thành
Ngạc Thành (chữ Hán giản thể: 鄂城区, Hán Việt: Ngạc Thành khu) là một quận thuộc địa cấp thị Ngạc Châu (鄂州市), tỉnh Hồ Bắc, Cộng hòa Nhân dân Trung Hoa. Quận này có diện tích 520 km2, dân số năm 2004 là 600.000 người. 

## Hành chính
Ngạc Thành được chia ra làm 13 đơn vị hành chính cấp hương, bao gồm 3 nhai đạo, 9 trấn và 1 hương. Ngoài ra quận này còn quản lí 1 đơn vị ngang cấp hương khác.
- Nhai đạo: Phượng Hoàng (凤凰街道), Cổ Lâu (古楼街道), Tây Sơn (西山街道)
- Trấn: Trạch Lâm (泽林镇), Đỗ Sơn (杜山镇), Tân Miếu (新庙镇), Bích Thạch (碧石镇), Đinh Tổ (汀祖镇), Yến Ky (燕矶镇), Dương Diệp (杨叶镇), Hoa Hồ (花湖镇), Trường Cảng (长港镇)
- Hương: Sa Sào (沙窝乡)

Đơn vị ngang cấp hương khác
- Khu khai phát kinh tế Ngạc Châu (鄂州经济开发区)